# Луговий Микола Дмитрович
Микола Дмитрович Луговий (27 грудня 1908, село Стара Збур'ївка, тепер Херсонської області — 6 травня 1992, місто Сімферополь) — радянський партійний діяч, секретар Кримського обкому ВКП(б), діяч партизанського руху в Криму.

## Біографія
Народився в родині рибака.
У 1925—1937 роках — служив на флоті, працював на Керченському металургійному заводі імені Войкова; секретар комсомольської організації, інструктор Приморського районного комітету ВКП(б) Кримської АРСР.
Член ВКП(б) з 1931 року.
У 1938—1941 роках — 1-й секретар Зуйського районного комітету ВКП(б) Кримської АРСР.
Учасник німецько-радянської війни. З 1 листопада 1941 по червень 1942 року — комісар Зуйського партизанського загону в Криму. На короткий період був розжалуваний у рядові, з 20 червня по липень 1942 року — комісар та заступник командира 2-го сектора партизанських загонів Кримської АРСР по політчастині. З 25 жовтня 1942 по 19 червня 1943 року — в.о. комісара та комісар партизанського руху Криму. З 19 червня по 15 липня 1943 року — командир 2-го сектора партизанських загонів, з 18 липня по листопад 1943 року — командир 1-ї бригади партизан Криму. З листопада 1943 по січень 1944 року — начальник політвідділу Центральної оперативної групи партизан Криму. З 29 січня по 20 квітня 1944 року — комісар Північного з'єднання Центрального штабу партизанського руху Криму та комісар 5-ї партизанської бригади. Член підпільного бюро Кримського обласного комітету ВКП(б).
У 1944—1952 роках — заступник секретаря Кримського обласного комітету ВКП(б); директор Кримської обласної партійної школи.
З 22 лютого по вересень 1952 року — секретар Кримського обласного комітету ВКП(б).
У 1952—1953 роках — завідувач відділу Кримського обласного комітету КПРС.
28 лютого 1953 — 31 липня 1958 року — заступник голови виконавчого комітету Кримської обласної ради депутатів трудящих.
У 1959—1960 роках — перший помічник капітана морозильного риболовецького траулера «Жуковський» (порт приписки Керч). Двічі брав участь в південно-атлантичних промислових експедиціях.
У 1962—1963 роках — начальник відділу зовнішніх економічних зв'язків Кримської ради народного господрства (раднаргоспу).
З 1962 року — пенсіонер союзного значення. Член Військово-наукового товариства, 1-й заступник голови правління Кримської обласної організації Українського товариства охорони пам'яток історії та культури. Автор нарисів, спогадів і художніх творів про партизанів Криму.
Помер 6 травня 1992 року в Сімферополі.

## Твори
- «Побратими. Партизанська бувальщина» (Сімферополь, 1965, 1985)
- «Побратими» (Київ, 1985)
- «Говорять побратими» (Сімферополь, 1968)
- «Обпалене дитинство» Серія: Юні герої (М.: Молода гвардія, 1984)
- глава «Про партизанський рух в Криму 1941—1944 рр.» в книзі «Крим у Великій Вітчизняній війні Радянського Союзу 1941—1945 рр.», (Сімферополь, 1973)
- «Страда партизанська: 900 днів у тилу ворога: Щоденникові записи» (Сімферополь: ПП «Ельіньо», 2004)

## Військове звання
- батальйонний комісар

## Нагороди
- орден Червоного Прапора
- орден Вітчизняної війни 2-го ст. (6.04.1985)
- медаль «Партизанові Вітчизняної війни» 1-го ст.
- медаль «За оборону Севастополя»
- медаль «За перемогу над Німеччиною у Великій Вітчизняній війні 1941—1945 рр.» (1945)
- медалі